# محمد مزهر
محمد مزهر (عربی: محمد مزهر؛ زادهٔ ۲۴ مارس ۱۹۹۸) بازیکن فوتبال اهل عراق است.
وی همچنین در تیم‌های ملی فوتبال زیر ۲۳ سال عراق و عراق بازی کرده‌است.